# ベジマイト

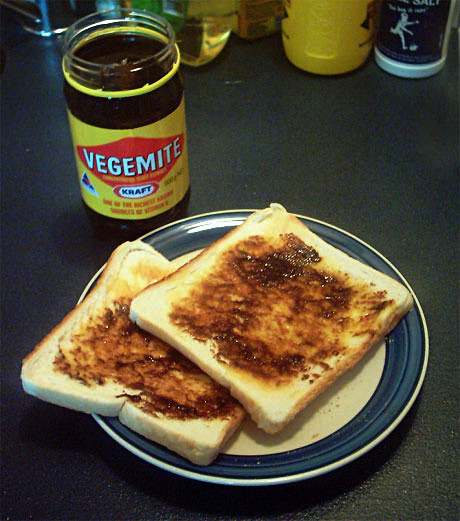
トーストに塗られたベジマイト

ベジマイト（英語: Vegemite）は、オーストラリアで生産されている発酵食品である。その独特の風味から「世界一まずいジャム」と言われることもある。

## 歴史
第一次世界大戦の影響でイギリスからのマーマイトの輸入が途絶えていた1923年に、フレッド・ウォーカーの経営する企業の食品技術者であったシリル・パーシー・キャリスターによって開発された。商品名は賞金付きで公募され、ウォーカーの娘シーラ（Sheilah）によって無作為に選ばれた。
商標権はモンデリーズ・インターナショナル（2012年にクラフトフーヅから改称）が保有していたが、2017年1月にオーストラリアの乳製品メーカーのベガ・チーズが4億6,000万オーストラリアドルで買収した。

## 製法
イースト菌抽出物（酵母エキス）や塩を原料に作られている。これはビール醸造の副生成物であり、麦芽抽出物を含む。栄養面ではチアミン（B1）・リボフラビン（B2）・ナイアシン（B3）・葉酸（B5）などのビタミンB群に富んでいる。
味や製法はマーマイトに酷似しており、マーマイトをもじった「パーウィル（Parwill）」という商品名を使用していた時期もある（“Ma might not like the taste, but I'm sure Pa will”「ママはこの味が好きじゃないかもしれないけど、パパならきっと好きだと思う」）。
栄養価の高さから第二次世界大戦の際に軍の携行食として採用され、現在の国防軍も同様に利用している。
ベジマイトはビクトリア州メルボルン近郊の工場で製造されており、オーストラリアを中心に年間2,300万個が販売されている。

## 食べ方

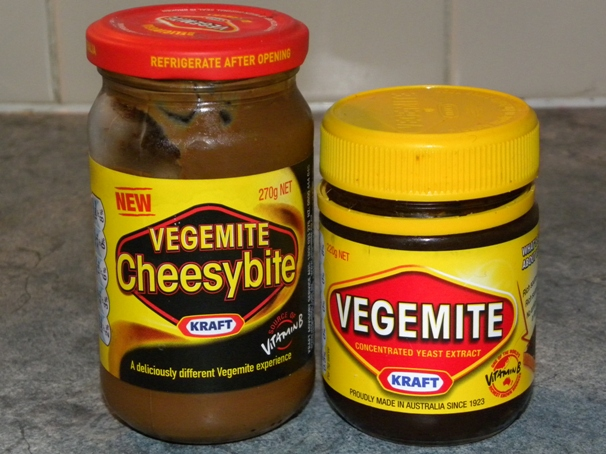
ベジマイトチージーバイト（左）とベジマイト

味は塩辛く、エビオス錠などの酵母製剤に似た香りがある。そのため、その強烈な味を和らげるためにバターやチーズと一緒にパンに塗られることが多い。
オーストラリアではベジマイトにチーズを加えた、「チージーバイト（Cheesybite）」も発売されている。また、「チージーマイト・スクロール（Cheesymite Scroll）」あるいは「チェダーマイト・スクロール（Cheddarmite Scroll）」という、チーズとベジマイトを加えた渦巻き状のペストリーも販売されている。離乳食としても使用されている。

## その他
「We're happy little Vegemites」という名の覚えやすい歌を歌う、魅力的で健康的な笑顔の子供たちを使った1940年代の販促キャンペーンによって確立された。また、1956年メルボルンオリンピックでもテレビCMで使用された。実際、今でも多くのオーストラリア人が、そのような子供たちを表すのに「happy little Vegemite」というフレーズを使っている。　
オーストラリアのロックグループ、メン・アット・ワークによる「Down Under」の歌詞で言及され、オーストラリア以外の国でもベジマイトが知られるようになった。1980年代初頭に世界的にヒットした曲は、オーストラリアがアメリカスカップで優勝した際に「非公式の国歌」として歌われた。